# تپه زرگر
تپه زرگر مربوط به عصر آهن - دوره اشکانیان است و در شهرستان بیله‌سوار، بخش مرکزی، دهستان گوگ تپه، روستای زرگر واقع شده و این اثر در تاریخ ۱۲ شهریور ۱۳۸۶ با شمارهٔ ثبت ۱۹۳۹۵ به‌عنوان یکی از آثار ملی ایران به ثبت رسیده است.